# البنك السعودي الأول
البنك السعودي الأول (إس إف إيه بي) هي شركة مساهمة سعودية كانت اسمها ساب أو البنك السعودي البريطاني, تأسست في 12 صفر 1398هـ الموافق 21 يناير 1978م، إلا أن نشاطها الفعلي بدأ في 26 رجب 1398هـ الموافق 1 يوليو 1978م، عندما تولى إدارة أنشطة وخدمات المصرف البريطاني للشرق الأوسط في المملكة العربية السعودية وأيضا يمثل مجموعة إتش إس بي سي العالمية في المملكة العربية السعودية. تمتلك مجموعة إتش إس بي سي 31% ويمتلك المستثمرون السعوديون 69%.
شهد يوم الأحد 16 يونيو 2019 الانتهاء من عملية الاندماج القانوني الرسمي لبنك ساب والبنك الأول. وأصبح البنكان في هذا اليوم كياناً قانونياً واحداً.
في 4 يناير 2023 أعلن البنك السعودي البريطاني (ساب) تغيير اسمه التجاري وإعادة إطلاق هويته الجديدة تحت اسم البنك السعودي الأول.
يعد البنك السعودي الأول أحد أقدم المؤسسات المالية في المملكة العربية السعودية، حيث انطلقت مسيرته قبل أكثر من 90 عامًا. ويقدم الأول مجموعة من الخدمات المالية للشركات والمؤسسات وهو مرخص ومنظم من قبل البنك المركزي السعودي "ساما". تضم محفظة الأول خدمات مالية ومصرفية متنوعة، بما في ذلك الخدمات المصرفية للشركات والخدمات المصرفية الاستثمارية والخدمات المصرفية الخاصة وخدمات الخزانة.
تأسس البنك السعودي الأول عقب اندماج البنك السعودي البريطاني (ساب) والبنك الأول، حيث استُكملت عملية الاندماج في 14 مارس 2021، وشكلت أول عملية دمج في القطاع المصرفي السعودي منذ عقدين، ونتج عنها نمو رأس مال الأول المدفوع إلى 20.5 مليار ريال سعودي.
يرتبط الأول بشراكة استراتيجية مع مجموعة إتش إس بي سي، التي توفر له الخبرات العالمية والقدرة على التواصل على نطاق واسع. ويدير البنك أكثر من 100 فرع في جميع أنحاء السعودية بجانب فرع دولي في لندن، المملكة المتحدة.
موّل الأول العديد من المشاريع الضخمة في السعودية، بما في ذلك المشاريع الداعمة لمستهدفات رؤية المملكة 2030، مثل مشروع نيوم ومشروع البحر الأحمر، كما ينشط في مجال تمويل التجارة، وصرف العملات الأجنبية، والخدمات المصرفية الرقمية، وبالتالي يلبي احتياجات العملاء من الأفراد أو المؤسسات.

## تاريخ

### شركة التجارة الهولندية (1926)
بدأ البنك كفرع لشركة التجارة الهولندية في عام 1926 لخدمة الحجاج من جزر الهند الشرقية الهولندية (إندونيسيا حالياً)، وكان يعمل من مكتب واحد يقع في جدة. ولأنه الوحيد في المملكة حينها، عمل بمثابة بنك مركزي، واحتفظ باحتياطيات المملكة من الذهب وتسلم عائدات النفط نيابة عن الحكومة السعودية. وفي عام 1928، أصبح الريال السعودي، العملة الفضية الجديدة التي أمر الملك عبد العزيز بإصدارها، أول عملة مستقلة للمملكة. وساعد مكتب شركة التجارة الهولندية في جدة الحكومة في عملية إطلاق العملة المحلية.
في عام 1954، وسّعت شركة التجارة الهولندية عملياتها في المملكة من خلال افتتاح فرعين إضافيين في الخبر والدمام بالمنطقة الشرقية.

### البنك البريطاني لإيران والشرق الأوسط (1950)
افتتح البنك البريطاني لإيران والشرق الأوسط، الذي أصبح يُعرف لاحقًا باسم البنك البريطاني للشرق الأوسط، فروعًا له في جدة والخبر في عام 1950. وكان فرع جدة يعتمد في تحقيق الأرباح بشكل خاص على إيرادات موسم الحج في مكة المكرمة. ثم استحوذت مؤسسة هونغ كونغ وشنغهاي المصرفية على البنك البريطاني للشرق الأوسط في عام 1959.

### البنك السعودي الهولندي (1977)
في عام 1969، كان بنك "إيه بي إن"، المؤسسة المالية التي خلفت شركة التجارة الهولندية، من أوائل البنوك الأجنبية التي طبقت مبادرات السعودة التي وضعها البنك المركزي السعودي "ساما"، وأصبح نموذجًا حذت حذوه البنوك الأجنبية الأخرى العاملة في المملكة. وفي عام 1977، تأسس البنك السعودي الهولندي كشركة مساهمة برأس مال مدفوع قدره 35 مليون ريال سعودي.
في عام 2009، افتتح البنك مركز عملياته الجديد "الواحة" الذي يحتضن العمليات المركزية للبنك وأكاديمية البنك السعودي الهولندي. وفي عام 2009 أيضًا، أصبح البنك السعودي الهولندي أول بنك في المملكة ينشر آلات إعادة تدوير النقد الآلية، بهدف تعزيز مفهوم الفرع المفتوح، وإتاحة الاتصال المباشر بين موظفي البنك والعملاء.
وفي نهاية يونيو 2010، بلغ رأس المال المدفوع للبنك 3,307 ملايين ريال سعودي، بكادر يضم 1,417 موظفاً ونسبة سعودة تتجاوز 87.44%، و43 فرعًا و15 قسمًا للسيدات و30 مركزًا للخدمات المصرفية المميزة و246 جهاز صراف آلي، لتقديم الخدمات المصرفية في مختلف أنحاء المملكة.
في يونيو 2011، أطلق البنك السعودي الهولندي أول بطاقة ماستركارد وورلد الائتمانية ذات العلامة الفضية في الشرق الأوسط.

### البنك السعودي البريطاني (1978)
في عام 1976، وضع البنك المركزي سياسته الشاملة لتوطين القطاع المصرفي في المملكة ومعالجة هيمنة البنوك الأجنبية على القطاع وتأثيرها على الاقتصاد السعودي. وعليه، وجّه جميع فروع البنوك الأجنبية إلى الاندماج في المملكة العربية السعودية (أي أن تتحول إلى شركات سعودية برأس مال سعودي)، وحدد ملكية شركاتها الأم بنسبة 40% من الكيانات الجديدة.
ونتيجة لذلك، تم تأسيس بنك إتش إس بي سي في المملكة العربية السعودية في عام 1978 وفُتح المجال للملكية المحلية، وأعاد تسمية نفسه بالبنك السعودي البريطاني (ساب). وأصبحت الملكية 60% سعودية و40% لمجموعة إتش إس بي سي، وجمعت بين البنك وإتش إس بي سي اتفاقية خدمات فنية.
تملكت شركة إتش إس بي سي هولدينغز بريطانيا حصة 49% في المشروع المشترك، بينما امتلك البنك السعودي البريطاني (ساب) حصة 51% حتى أكتوبر 2019، حين استحوذت مجموعة إتش إس بي سي على أسهم من الكيان الجديد المندمج لتصبح المساهم الرئيسي بحصة 51%.

### البنك الأول (2016)
عملًا بالبيان الصادر في نوفمبر 2016، عمد البنك السعودي الهولندي إلى تغيير اسمه إلى البنك الأول، في إطار هوية مؤسسية جديدة سيتم إطلاقها في الأشهر الثلاثة المقبلة. ويدل الاسم الجديد على مكانة البنك باعتباره أول بنك يتم إطلاقه في المملكة في عام 1926.

### اندماج بنك الأول وساب (2019)
في 16 مايو 2018، أبرم الأول (ساب سابقاً) وبنك الأول (البنك السعودي الهولندي سابقاً) اتفاقية غير ملزمة بشأن صفقة اندماج بنك الأول مع ساب. واستُكملت الاتفاقية بعد نحو عام من النقاشات، ومثّل بنك الاستثمار الأمريكي جولدمان ساكس بنك ساب في الصفقة. وبموجب الاتفاقية، لم يعد بنك الأول موجوداً ككيان قانوني، وتأسس ثالث أكبر بنك في المملكة العربية السعودية بقيمة سوقية تبلغ 17.2 مليار دولار.
يمتلك مساهمو بنك ساب 73% من البنك الجديد، برئاسة سيدة الأعمال السعودية لبنى العليان. وتم الإعلان عن الاتفاقية النهائية بشأن صفقة الاندماج بعد أسبوع واحد من إطلاق الحكومة السعودية لبرنامج تطوير القطاع المالي، وهو برنامج تنفيذي يهدف إلى إصلاح القطاع المالي السعودي لإنشاء سوق رأسمالية فعالة قادرة على دعم أهداف وأولويات الإصلاح الاقتصادي ضمن رؤية المملكة 2030.
استُكملت عملية اندماج البنكين في 16 يونيو 2019 بعدما استغرقت حوالي 18 شهرًا، وتم الاحتفاظ بالعلامة التجارية "البنك السعودي البريطاني".
في 14 مارس 2021، تم دمج البنك الأول وساب بالكامل في صفقة اندماج تاريخية، واستخدم الكيان الجديد شعار إتش إس بي سي السداسي والخط المألوف في علامته التجارية.

## النشاط
البنك السعودي الأول هو شركة مساهمة سعودية مرخصة لمزاولة الأعمال المصرفية والبنكية وفقا لأحكام نظام مراقبة البنوك والأنظمة واللوائح الصادرة عن الجهات الإشرافية والرقابية في المملكة العربية السعودية، البنك الأول ذو سجل حافل وقوي، ويحمل إرثاً ناجحاً في طرح وتقديم الخدمات والمنتجات المصرفية لعملائه من الأفراد والشركات. تأسس البنك وبدأ نشاطه الفعلي في 21 يناير 1978م عندما تولى إدارة أنشطة وخدمات البنك البريطاني للشرق الأوسط في المملكة العربية السعودية، تم إدراج أسهم الشركة في السوق المالية السعودية (تداول) في يناير 1993م، ويعتبر البنك الأول من الشركات المصرفية والاستثمارية الكبرى المساهمة، حيث بدأ البنك برأس مال يبلغ 100 مليون ريال سعودي ثم تضاعف رأس المال خلال السنوات التي تلت ذلك ليصل حالياً إلى 20,547,945,220 ريال سعودي موزعة على 2,054,794,522 سهم بقيمة إسمية 10 ريالات للسهم الواحد، والذي جرى إقراره في اجتماع الجمعية العامة غير العادية التي عقدت بتاريخ 15 مايو 2019م يدار البنك من خلال تنظيم إداري يشمل الإدارة العامة بالرياض وإدارات إقليمية في الخبر وجده وبشبكة فروع تناهز 100 فرع، ويعتبر البنك الأول من أوائل البنوك السعودية التي أصدرت بطاقات الائتمان في السوق المحلية، وفي استخدام أجهزة الصراف الآلي في عمليات الاكتتابات في المملكة، وفي تمويل ودعم برامج المسئولية الإجتماعية.

## اندماج بنكي ساب والأول
شهد يوم الأحد 14 مارس 2021، اكتمال الاندماج التاريخي بين بنكي ساب والأول، حيث تم دمج جميع المنتجات والخدمات لجميع العملاء. ومنذ الاندماج القانوني في يونيو 2019، شهد الاندماج مراجعة كل جانب من جوانب أعمال البنكين لمعرفة أفضل المزايا، واستثمار الفرص لتقديم عرض أكثر تنافسية.

### التركيز على الاستدامة والمقر الجديد
يدمج البنك مبادئ الحوكمة البيئية والاجتماعية والمؤسسية في صميم عملياته، وهي جزء أساسي من استراتيجيته الشاملة للاستدامة. وقد قدم البنك منتجات تمويل مرتبطة بالاستدامة، وهو أحد الموقعين على مبادئ الأمم المتحدة للخدمات المصرفية المسؤولة، ما يعكس التزامه بتطبيق معايير الاستدامة العالمية.
في عام 2023، افتتح البنك مقره الجديد في الرياض، وهو حاصل على عدة شهادات في الاستدامة. وقد صُمم المقر لتلبية معايير الاستدامة العالمية، حيث يتميز بأنظمة موفرة للطاقة وتقنيات ترشيد استهلاك المياه والمواد الصديقة للبيئة، مما يساهم في تقليل انبعاثات الكربون واستخدام الموارد. وتأتي هذه المبادرة في إطار جهود البنك الرامية إلى تقليل تأثيره البيئي ودعم أهداف الاستدامة الوطنية والعالمية.

## الفروع وفريق العمل
يعمل البنك الأول من خلال شبكة يبلغ عدد فروعها 99 فرعاً بما فيها 18 قسم/فرع خاص بالسيدات وبفريق عمل عدده  3314 موظفاً نسبة السعوديين منهم  89.9 % كما في 31 ديسمبر 2014م.

## الخدمات والمنتجات
يعتبر البنك الأول رائداً في تقديم مجموعة متكاملة من الخدمات المصرفية كالخدمات المصرفية الشخصية والخدمات المصرفية التجارية والخدمات المصرفية للشركات والخدمات المصرفية الخاصة والخدمات المصرفية الإسلامية وخدمات الاستثمار وخدمات الخزينة وخدمات التجارة المصرفية الإلكترونية وخدمة الأعمال المصرفية على الإنترنت وخدمة الهاتف المصرفي. ويمكن استخدام بطاقات فيزا وماستركارد الائتمانية من سـاب لدى أكثر من 18 مليون مؤسسة تجارية في المملكة وحول العالم. كما يمكن استخدام بطاقة الصراف الإلكتروني وبطاقات الائتمان من ساب لدى أكثر من 350,000 جهاز صراف آلي في المملكة وحول العالم. كما أن خدمات ساب عبر الهاتف والإنترنت توفر لك تعاملاً مصرفياً مريحاً وآمناً من بيتك أو مكتبك.

## شهادات الإنجاز والتصنيف
2010:
- ساب أفضل مصرف للتمويل التجاري في السعودية لعام 2010 حسب مقال نشرته مجلة غلوبال فاينانس
- حصل ساب على جائزة «أفضل مصرف في مجال التمويل التجاري في المملكة العربية السعودية لعام 2010» وهي واحدة من الجوائز المصرفية الأكثر شهرة في العالم، من قبل مجلة غلوبال فاينانس المرموقة عالمياً.
- اختير ساب كأفضل مصرف لإدارة النقد في المملكة العربية السعودية:

وذلك حسب نتائج استطلاع لآراء العملاء أجرته مجلة يورموني. وقد حصل المصرف على الجائزة بناءً على الآراء التي جمعها من مدراء النقد وأمناء الخزينة والمسؤولين الماليين في جميع أنحاء العالم، عندما تم سؤالهم عن البنوك الدولية التي يتعاملون معها حالياً للحصول على خدمات إدارة النقد على المستويات العالمية والإقليمية والمحلية على حدٍّ سواء، وكذلك طلب منهم أيضا تقييم مستوى خدمات إدارة النقد التي تقدمها البنوك التي يتعاملون معها عبر مختلف الفئات على مقياس تدرجي. وإلى جانب الفوز بالجائزة على المستوى الإقليمي. وهذه هي المرة الثالثة التي يتم فيها اختيار ساب كأفضل مصرف لإدارة النقد في السعودية.
- ساب يفوز بجوائز الخدمات المصرفية عبر الإنترنت لعام 2010 مجلة غلوبال فاينانس
- فاز ساب بجائزتين في مجال الخدمات المصرفية الإلكترونية من مجلة غلوبال فاينانس ضمن جوائز «أفضل بنوك العالم في مجال الخدمات المصرفية عبر الإنترنت لعام 2010»، واختارت المجلة ساب لجائزة «أفضل موقع للتسديد بالبطاقات الائتمانية عبر الإنترنت» وذلك للسنة الخامسة على التوالي، كما *فاز ساب أيضاً بجائزة «أفضل تصميم لموقع تسديد فواتير الخدمات في الشرق الأوسط وشمال أفريقيا».
- فاز ساب بجائزة «أفضل مصرف في مجال التعزيز في منطقة الشرق الأوسط وشمال أفريقيا» المقدمة من مؤسسة التمويل الدولية IFC - عضو مجموعة المصرف الدولي تقديراً لالتزامه ببرامج المؤسسة لدعم التبادل التجاري بين الدول النامية وبذلك يكون ساب أول مصرف في المملكة العربية السعودية يفوز بإحدى أهم الجوائز المقدمة من مؤسسة التمويل الدولية.
- عزز ساب موقعه الريادي كأفضل مصرف لتمويل التجارة في المملكة العربية السعودية، بحصوله على جائزة أفضل مصرف لتمويل التجارة للعام 2010 من مجلة «غلوبال تريد ريفيو» العالمية المتخصصة. بناءً على اقتراع أجرته المجلة لقرائها.

الجدير بالذكر أن هذه الجائزة هي الثانية في مجال تمويل التجارة التي يحصل عليها ساب خلال هذا العام. حيث فاز قبل شهر بجائزة أفضل مصرف في مجال تمويل التجارة في المملكة العربية السعودية للعام الثاني على التوالي من مجلة «غلوبال فاينانس» ذات الشهرة العالمية
- ساب أفضل مصرف في الخدمات المصرفية الهاتفية في الشرق الأوسط «مجلة ميدل إيست بانكرز»
- حصل ساب على جائزة أفضل مصرف في الخدمات المصرفية الهاتفية لعام 2010 في منطقة الشرق الأوسط قدمتها مجلة ميدل إيست بانكرز المرموقة لمركز الاتصال التابع للمصرف بعد فوزه في منافسة اشترك فيها ستة من البنوك الرائدة في المنطقة.
- ساب أفضل مصرف لتمويل التجارة "غلوبال فاينانس"
- فاز ساب بإحدى أهم جوائز قطاع الخدمات المالية للمرة الثانية على التوالي تقديرا للدعم الذي قدمه لعملائه من الشركات أثناء الأزمة الاقتصادية العالمية. حيث تم اختيار سـاب كأفضل مصرف في مجال تمويل التجارة في المملكة العربية السعودية للعام 2010، من قبل مجلة «غلوبال فاينانس» ذات الشهرة العالمية، بعد أن فاز بنفس الجائزة خلال العام الماضي.

2009:
- فاز المصرف بجائزة أفضل مصرف في السعودية لعام 2009، ساب أفضل مصرف في الخدمات المصرفية الهاتفية في الشرق الأوسط «مجلة ميدل إيست بانكرز» حصل ساب على جائزة أفضل مصرف في الخدمات المصرفية الهاتفية لعام 2010 في منطقة الشرق الأوسط قدمتها مجلة ميدل إيست بانكرز المرموقة.
- فاز ساب بالجائزة الذي يسعى إليها قطاع البنوك في المملكة العربية السعودية، ألا وهي لقب «أفضل مصرف في المملكة لعام 2009». من مجلة ذي بانكر، وهي مجلة عالمية مرموقة اختارت «ساب» لنيل الجائزة لتقديمه أفضل أداء بين البنوك في المملكة العربية السعودية خلال العام.
- فاز ساب بجائزة أفضل مصرف في مجال تمويل مبيعات الأفراد عبر الإنترنت في المملكة العربية السعودية، بالإضافة إلى جائزة أفضل موقع إنترنت للخدمات المصرفية الائتمانية للأفراد، على مستوى الشرق الأوسط وأفريقيا 2009، من مجلة غلوبال فاينانس، ذات الشهرة العالمية الواسعة.
- فاز ساب بجائزة أفضل مصرف لتمويل التجارة بالمملكة العربية السعودية لعام 2009، من مجلة غلوبال فاينانس، ذات الشهرة العالمية الواسعة.

2008:
- حقق ساب المركز الأول بين البنوك في المملكة العربية السعودية في إدارة النقد، وذلك حسب الاستفتاء العالمي، الذي أجرته مجلة يوروموني، وشمل الآلاف من مدراء النقد ومدراء الخزانة والمسئولين الماليين في أنحاء العالم. إدارة النقد، في عامه الثامن، قرابة الـ 6.328 إجابة على أسئلة تتعلق بخدمات إدارة النقد العالمية، علماً بأن 4.877 صوتاً، جاءت من قبل الشركات و 1.451 من المؤسسات المالية.
- حصل ساب على جائزتين في مجال الخدمات المصرفية للأفراد عبر الإنترنت على مستوى الشرق الأوسط وأفريقيا، والتي تمنحها مجلة غلوبال فاينانس العالمية لأفضل البنوك في مجال خدمات الإنترنت لعام 2008م، حيث فاز ساب بجائزة أفضل مصرف في مجال خدمات إدارة الاستثمار عبر الإنترنت وجائزة أفضل مصرف في مجال خدمة تمويل مبيعات الأفراد عبر الإنترنت.
- فاز ساب بجائزة الأمير نايف بن عبد العزيز للسعودة، وذلك خلال الحفل السادس لتوزيع الجائزة الذي نظمته وزارة العمل بمركز الملك فهد الثقافي بالرياض في 20 أبريل 2008م. وقد استلم ساب الجائزة من صاحب السمو الملكي الأمير نايف بن عبد العزيز آل سعود، وزير الداخلية، وذلك تتويجاً لجهوده ومساهماته في الخطة الوطنية للسعودة، وتحقيقه نسب عالية في سعودة الوظائف لديه.
- فاز ساب بجائزة أفضل مصرف في المملكة العربية السعودية في مجال الخدمات المصرفية الخاصة، وذلك في استبيان يوروموني للخدمات المصرفية الخاصة وإدارة الثروات لعام 2008م والذي يعد نقطة استدلالية لقطاع إدارة الثروات.

2007:
- أفضل مراكز خدمة العملاء لأوروبا والشرق الأوسط وأفريقيا لعام 2007 إن ساب هو المؤسسة السعودية الوحيدة التي تفوز بأي من جوائز أفضل مراكز خدمة العملاء لأوروبا والشرق الأوسط وأفريقيا لعام 2007 الذي أقيم في لندن، والتي نافس فيها أفضل مائة مركز خدمة عملاء على مستوى العالم.
- فاز ساب بالميدالية الفضية لأفضل مركز خدمة عملاء للعمليات المتوسطة وأفضل حملة خارجية.
- تم اختيار ساب من قبل «مجلة جلوبال فاينانس»
- أفضل مصرف في خدمات إدارة الاستثمار عبر الإنترنت و - أفضل مصرف في خدمات تمويل مبيعات المستهلك.

2006:
- تم اختيار ساب من قبل «مجلة جلوبال فاينانس» أفضل مصرف في خدمات إدارة الاستثمار عبر الإنترنت. أفضل نظام لتسديد فواتير الخدمات عبر الإنترنت. أفضل مصرف في خدمات تمويل مبيعات المستهلك.
- تم اختيار ساب كأفضل مصرف في تعاملات الريال السعودي والنقد الأجنبي من قبل مجلة يورومني.
- تم اختيار ساب أفضل مصرف محلي في المملكة العربية السعودية، من قِبل مجلة يوروموني.
- تم اختيار ساب أفضل مصرف في مجال خدمات الاستثمار في المملكة العربية السعودية، من قبل «مجلة يوروموني».

2005:
- تم تصنيف صندوق ساب أمانة للاسهم الخليجية الأول من قبل فيلكا إنترناشونال.
- تم اختيار ساب كأفضل مدير صناديق استثمارية لعام 2005 من قبل مؤسسة النقد العربي السعودي (ساما).

2004:
- قام ولي العهد بتكريم سـاب لإنشائه وتبنيه «كرسي سـاب» في جامعة الملك فهد للبترول والمعادن.

2003:
- جائزة أفضل مصرف في المملكة العربية السعودية لعام 2003م، من قبل مجلة يوروموني.
- الفوز بالمركز الأول لتعاملات صندوق الاستثمار في الأسهم السعودية. تقييم طويل الأمد
- رفعت وكالة «ستاندارد أند بورز»، إحدى كبريات وكالات التقييم الائتماني العالمية، تصنيف سـاب الخاص بالاقتراض الأجنبي طويل الأجل من درجة (A-) إلى درجة (A). الأمر الذي يعكس تمتع المصرف بمركز قوي نحو تسديد التزاماته المالية على المستوى العالمي. وأكدت الوكالة على أن رفع درجة التقييم لساب يعكس قوة الموقف المالي للمصرف والذي يعود بشكل جزئي إلى المناخ الاقتصادي القوي الذي تتمتع به المملكة، وكذلك قوة نوعية الأصول في ساب. وأشارت «ستاندارد أند بورز» إلى أن هذا التقييم مبني على الأداء المالي القوي للمصرف وقوة نوعية الأصول التي تتجاوز مثيلاتها لدى معظم بنوك الشرق الأوسط. كما يعكس التقييم الجديد الدعم الفني المقدم من مجموعة HSBC، ومن المتوقع أن يحافظ ساب على اتجاه إيراداته القوية ومركزه القوي في السوق.[8][9]

## الشركات التابعة
| اسم الشركة التابعة           | نسبة الملكية | النشاط الرئيسي                                                             | مكان العمليات            | مكان التأسيس             |
| ---------------------------- | ------------ | -------------------------------------------------------------------------- | ------------------------ | ------------------------ |
| شركة وكالة ساب للتأمين       | %100.00      | وساطة التأمين                                                              | الرياض                   | المملكة العربية السعودية |
| شركة عقارات العربية المحدودة | %100.00      | شراء وبيع وتأجير الأراضي والعقارات لأغراض الاستثمار                        | الرياض                   | المملكة العربية السعودية |
| شركة ساب للعقارات المحدودة   | %100.00      | تسجيل العقارات بإسم الشركة                                                 | الرياض                   | المملكة العربية السعودية |
| شركة ساب للاسواق المحدودة    | %100.00      | تختص هذه الشركة بالتعامل في المشتقات المالية وبمعاملات إعادة الشراء (REPO) | المملكة العربية السعودية | جزر كايمان               |

## البيانات
| تاريخ التأسيس | تاريخ الإدراج | الرمز الدولي | نهاية السنة المالية | مراجعي الحسابات                                  |
| ------------- | ------------- | ------------ | ------------------- | ------------------------------------------------ |
| 21-01-1978    | /             | SA0007879089 | 31/12               | برايس وتر هاووس كوبرز، شركة كي بي إم جي وشركائهم |

## ملف الأسهم
| رأس المال المصرح به (ريال سعودي) | عدد الأسهم المصدرة | رأس المال المدفوع (ريال سعودي) | القيمة الاسمية للسهم | القيمة المدفوعة للسهم |
| -------------------------------- | ------------------ | ------------------------------ | -------------------- | --------------------- |
| 20,547,945,220                   | 2,054,794,522      | 20,547,945,220                 | 10                   | 10                    |

* آخر تحديث:2019-06-18

## تغيرات في رأس المال
| تاريخ إعلان التوصية | نوع الإصدار  | تاريخ الاستحقاق | رأس المال الجديد | رأس المال السابق | الفرق التراكمي   | ملاحظات |
| ------------------- | ------------ | --------------- | ---------------- | ---------------- | ---------------- | --- |
| 2018-10-04          | اندماج       | 2019-06-16      | 20,547,945,220   | 15,000,000,000   | + 20,447,945,220 | |
| 2014-12-24          | منحة اسهم    | 2015-03-11      | 15,000,000,000   | 10,000,000,000   | + 14,900,000,000 | |
| 2011-12-24          | منحة أسهم    | 2012-03-13      | 10,000,000,000   | 7,500,000,000    | + 9,900,000,000  | |
| 2009-01-24          | منحة اسهم    | 2009-03-10      | 7,500,000,000    | 6,000,000,000    | + 7,400,000,000  | إصدار أسهم منحة بنسبة 25%.                                                                                             |
| 2007-10-30          | منحة أسهم    | 2008-04-27      | 6,000,000,000    | 3,750,000,000    | + 5,900,000,000  | إصدار أسهم منحة بنسبة 60%.                                                                                             |
| 2005-10-19          | منحة اسهم    | 2006-03-21      | 3,750,000,000    | 2,500,000,000    | + 3,650,000,000  | إصدار أسهم منحة بنسبة 50%.                                                                                             |
| 2004-01-09          | منحة اسهم    | 2004-03-15      | 2,500,000,000    | 2,000,000,000    | + 2,400,000,000  | إصدار أسهم منحة بنسبة 25%.                                                                                             |
| 2000-10-18          | منحة أسهم    | 2001-03-13      | 2,000,000,000    | 1,600,000,000    | + 1,900,000,000  | توزيع أسهم منحة بواقع سهم لكل أربعة أسهم.                                                                              |
| 1988                | منحة أسهم    |                 | 1,600,000,000    | 1,250,000,000    | + 1,500,000,000  | توزيع أسهم منحة بواقع سبعة أسهم لكل 25 سهم.                                                                            |
| 1996                | منحة أسهم    |                 | 1,250,000,000    | 1,000,000        | + 1,150,000,000  | توزيع أسهم منحة بواقع سهم لكل أربعة أسهم.                                                                              |
| 1993                | منحة أسهم    |                 | 1,000,000,000    | 400,000,000      | + 900,000,000    | توزيع أسهم منحة بواقع سهم لكل سهم، إضافة إلى طرح أسهم للاكتتاب العام بقيمة 571.41 ريال للسهم منها 100 ريال قيمة إسمية. |
| 1988                | اكتتاب العام |                 | 400,000,000      | 300,000,000      | + 300,000,000    | طرح أسهم للاكتتاب العام بقيمة 250 ريالا للسهم منها 100 ريال قيمة إسمية.                                                |
| 1979                | حقوق أولوية  |                 | 300,000,000      | 100,000,000      | + 200,000,000    | |